# Cynthia Brewer
Cynthia « Cindy » Ann Brewer, née en 1960, est une cartographe et une professeure américaine de géographie à l'université d'État de Pennsylvanie. Ses recherches sur le choix des couleurs sur les cartes font d'elle une théoricienne reconnue et influente parmi les spécialistes de cartographie et de Système d'information géographique (SIG). Son site internet ColorBrewer propose des palettes de couleurs adaptées au web, à l'impression et aux personnes daltoniennes. Il est une référence en cartographie et utilisé dans de nombreuses applications. En 2023, elle reçoit la médaille d'or Carl Mannerfelt de l'Association cartographique internationale, pour sa contribution remarquable à ce domaine.

## Formation
Cynthia Brewer est diplômée de l'université McMaster au Canada en 1979 et de l'université de Guelph en 1983. Elle fait sa maîtrise de géographie avec une spécialisation en cartographie à l'université d'État du Michigan de 1983 à 1986. Elle y soutient un master sur Le développement de cartes Munsell imprimées par processus pour la sélection des couleurs des cartes. Après un an à l'université de Californie à Santa Barbara, elle soutient en 1991 son doctorat sous le direction de Judy M. Olson sur La prévision des changements induits par l'environnement dans l'apparence de la couleur d'une carte.

## Carrière universitaire
Après son doctorat, elle est maîtresse de conférences de 1991 à 1994 à l'université d'État de San Diego. Elle rejoint le département de géographie de l'université d'État de Pennsylvanie en 1994. Elle y devient professeure en 2007 et cheffe de département en 2014.

## Travaux
Sa spécialité porte sur la visibilité et la théorie des couleurs en cartographie. Elle travaille sur la conception de cartes topographiques, la cartographie multi-échelle, la généralisation cartographique et la cartographie d'atlas. La plupart de ces recherches sont applicables aux travaux de SIG informatisés. À partir de ses travaux, des recherches ont été menées sur des schémas pour différents types de daltonisme. Ses plus de 90 publications scientifiques ont été citées 4 000 fois.

## Travail de consultante
Elle est sollicitée comme consultante en conception de cartes et d'atlas pour le Bureau du recensement des États-Unis, l'Institut national du cancer, le National Center for Health Statistics et le National Park Service. Le Census Atlas of the United States qu'elle supervise reçoit le Prix du livre Globe pour la compréhension de la géographie par le public.
À l'Institut d'étude géologiques des États-Unis (USGS) elle développe des symboles pour des dispositifs en ligne ainsi que pour des cartes topographiques imprimées avec différentes tailles et résolutions d'affichage pour une gamme d'échelles allant du 1:5 000 au 1:1 000 000. Ses innovations dans l'usage de la couleur, sur la généralisation cartographique et la création de symboles cartographiques sont utilisés sur les cartes topographiques civiles des États-Unis et lui valent le prix Henry Gannett,,.

## ColorBrewer

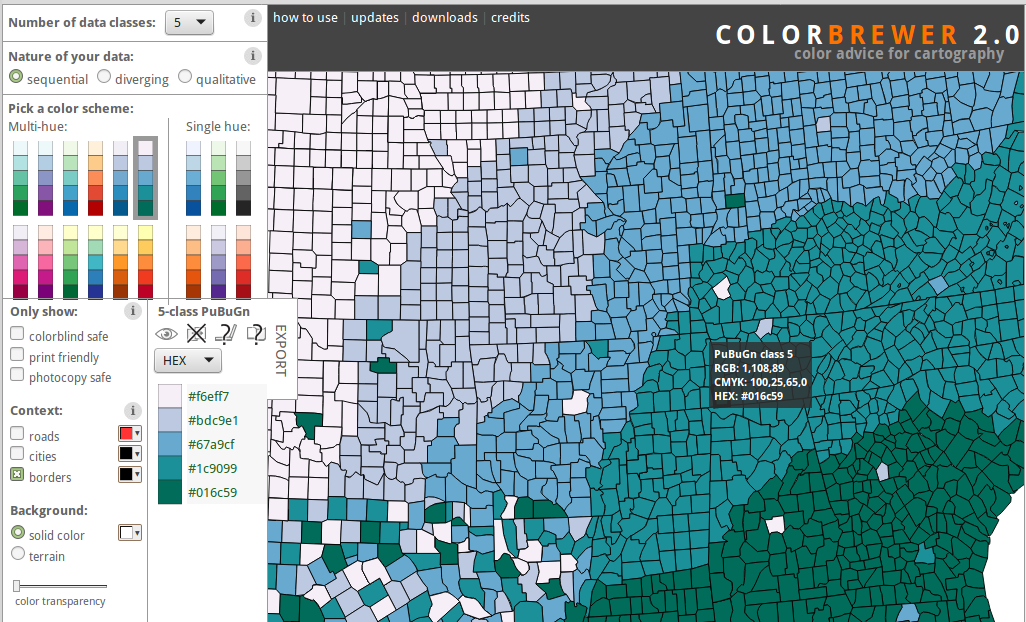
Capture d'écran de ColorBrew.

ColorBrewer est un outil en ligne lancé en 2002 pour aider les utilisateurs à sélectionner des gammes de couleurs appropriées à leurs besoins cartographiques. Ce projet, développé avec Mark Harrower de l'université du Wisconsin à Madison, découle de son année sabbatique prise à la suite de la supervision de l'atlas qui accompagne le recensement américain de 2000.
En cartographie, le choix des couleurs des cartes thématiques (ou choroplèthes) est complexe. Le choix de palette doit être adapté au type de données, au nombre de classes thématiques et à la relation représentée par la palette : séquentiel, qualitatif ou divergeant. Les couleurs sont générées en tenant compte du cercle chromatique, de leur contraste et de l'utilisation finale de la carte (imprimée, pour le web, photocopiée...). Sur ColorBrewer il existe 35 palettes de couleurs avec des notations en hexadécimal et décimal.
ColorBrewer allie harmonie, sensibilité esthétique et cartographique. Son usage est simple et intuitif. Il utilise une licence logicielle Apache 2.0, similaire à la Licence Creative Commons CC-BY-SA 3.0. Les palettes de couleurs sont donc réutilisées dans de nombreux logiciels comme le package RColorBrewer de R ou des SIG comme QGIS.
ColorBrewer et les travaux de Cynthia Brewer sont une référence dans le domaine, récompensés par la médaille cartographique O.M. Miller.

### Palettes Brewer
- YlGn
- YlGnBu
- GnBu
- BuGn
- PuBuGn
- PuBu
- BuPu
- RdPu
- PuRd
- OrRd
- YlOrRd
- YlOrBr
- Purples
- Blues
- Greens
- Oranges
- Reds
- Greys

- PuOr
- BrBG
- PRGn
- PiYG
- RdBu
- RdGy
- RdYlBu
- Spectral
- RdYlGn

- Accent
- Dark2
- Paired
- Pastel1
- Pastel2
- Set1
- Set2
- Set3

## Hommages et distinctions
- Prix Marion Mitchell du College of Earth and Mineral Sciences pour son enseignement innovant en 2005[5],[4] ;
- Prix de distinction pour contributions professionnelles exceptionnelles à la pratique de la cartographie, Association canadienne de cartographie, 2006[5] ;
- Prix du livre Globe pour la compréhension de la géographie par le public pour le Census Atlas of the United States, par l'American Association of Geographers en 2008[5].
- Membre affilié au corps professoral du Center of Excellence for Geospatial Information Science de l'US Geological Survey depuis 2008[1] ;
- Prix Henry Gannett pour ses contributions exceptionnelles à la cartographie topographique de l'USGS en 2013[6] ;
- Prix Wilson d'excellence de la recherche pour services exceptionnels en 2014[5],[16] ;
- Médaille cartographique O.M. Miller de la Société américaine de géographie en 2019[4].

## Publications

### Ouvrages scientifiques
- (en) Cynthia A. Brewer, Trudy A. Suchan, Mapping Census 2000: The geography of U.S. diversity, 2000 : Census 2000 special reports, Washington, U.S. Government Printing Office, 1er décembre 2001, 114 p. (ISBN 978-0160618000, lire en ligne)
- (en) Cynthia A.Brewer, Designing Better Maps: A Guide for GIS Users, Esri Press, 2005, 220 p. (ISBN 978-1589480896)
- (en) Trudy A. Suchan, Marc J. Perry, James D. Fitzsimmons, Anika E. Juhn, Alexander M. Tait, Cynthia A. Brewer, Census atlas of the United States : Census 2000 special reports, United States. Bureau of the Census, 2007 (ISBN 978-1-58769-010-5, lire en ligne)
- (en) Cynthia A.Brewer, Designed Maps: A Sourcebook for GIS Users, Esri Press, 2008, 184 p. (ISBN 978-1589481602)
- (en) Cynthia A.Brewer, Designing Better Maps: A Guide for GIS Users, 2nd Edition, Esri Press, 2015, 250 p. (ISBN 978-1589484405)

### Articles scientifiques
- (en) Cynthia A. Brewer, « Guidelines for Selecting Colors for Diverging Schemes on Maps », The Cartographic Journal, vol. 33, no 2,‎ 1996, p. 79–86(8) (DOI 10.1179/caj.1996.33.2.79)
- (en) Cynthia A. Brewer, « A Transition in Improving Maps: The ColorBrewer Example », Cartography and Geographic Information Science, vol. 30, no 2,‎ 2003, p. 159–162(4) (DOI 10.1559/152304003100011126, S2CID 62243305)
- (en) Cynthia A. Brewer, Geoffrey W. Hatchard et Mark A. Harrower, « ColorBrewer in Print: A Catalog of Color Schemes for Maps », Cartography and Geographic Information Science, vol. 30, no 1,‎ 2003, p. 5–32 (28) (DOI 10.1559/152304003100010929, S2CID 129427665)
- (en) Mark Harrower et Cynthia A. Brewer, « ColorBrewer.org: An Online Tool for Selecting Colour Schemes for Maps », The Cartographic Journal, vol. 40, no 1,‎ 2003, p. 27–37 (DOI 10.1179/000870403235002042, S2CID 140173239, lire en ligne [archive du 10 mai 2013], consulté le 3 janvier 2013)
- (en) Judy M. Olson, Cynthia A. Brewer, « An Evaluation of Color Selections to Accommodate Map Users with Color-Vision Impairments », Annals of the Association of American Geographers,‎ 5 novembre 2004, p. 103-134 (DOI https://doi.org/10.1111/0004-5608.00043, lire en ligne)
- (en) Cynthia A. Brewer, « Basic Mapping Principles for Visualizing Cancer Data Using Geographic Information Systems (GIS) », American Journal of Preventive Medicine, vol. 30, no 2,‎ 2006, S25–S36 (PMID 16458787, DOI 10.1016/j.amepre.2005.09.007, lire en ligne [archive du 25 juin 2010])

## Voir également
- Cartographie
- Edward Tufte
- Bruit graphique
- Visualisation scientifique
- SIG